# Андора на Европском првенству у атлетици на отвореном 2006.
Андора је учествовала на 19. Европском првенству на отвореном 2012. одржаном у Гетеборгу 7. до 13. августа. То је било треће европско првенство у атлетици на отвореном на којем је Андора учествовала од европског првенства 1998. када је дебитовала. Репрезентацију Андоре представљло је 1 спортиста који су се такмичио у једној дисциплини.
Представник Андоре није постигао запаженији резултат, нити је оборен неки рекорд.

### Мушкарци
| Атлетичар       | Дисциплина | Лични рекорд | Финале   | Финале      | Детаљи |
| Атлетичар       | Дисциплина | Лични рекорд | Резултат | Место       | Детаљи |
| --------------- | ---------- | ------------ | -------- | ----------- | ------ |
| Антонио Бернадо | маратон    | 2:14,25 НР   | 2:17:37  | 23 /40 (54) |        |